# Gösta von Matérn
Gösta Harald von Matérn, född 10 oktober 1913 i Stockholm, död 24 maj 1987 i Lidingö, var en svensk företagsledare. Han var far till Göran von Matérn.
Gösta von Matérn, som var son till medicine licentiat Harald von Matérn och Elisabeth Ameln, utexaminerades från Bröderna Påhlmans handelsinstitut 1934, genomgick handelsutbildning och praktik i utlandet 1935–1937 samt avlade reservofficersexamen 1942. Han var disponent för AB Bröderna Ameln i Stockholm 1934–1946, blev disponent för AB Amega i Göteborg 1947, sektionschef vid Abba-Fyrtornet AB 1952, disponent där 1962 och var slutligen verkställande direktör för AB Salinator, ett från Abba-Fyrtornet AB avknoppat saltimportföretag som kom att ingå i Hanson & Möhring-gruppen, från 1970. Han var ordförande i Sveriges saltsillförening från 1960.